# La Fourche (Métro Paris)

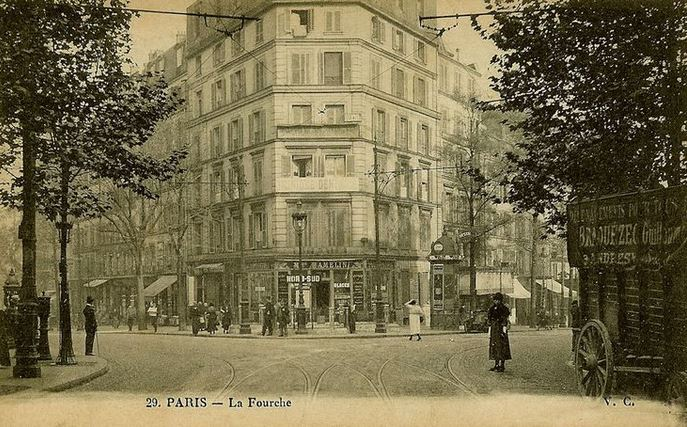
Die namengebende Straßengabelung „La Fourche“ mit Zugang zur Station

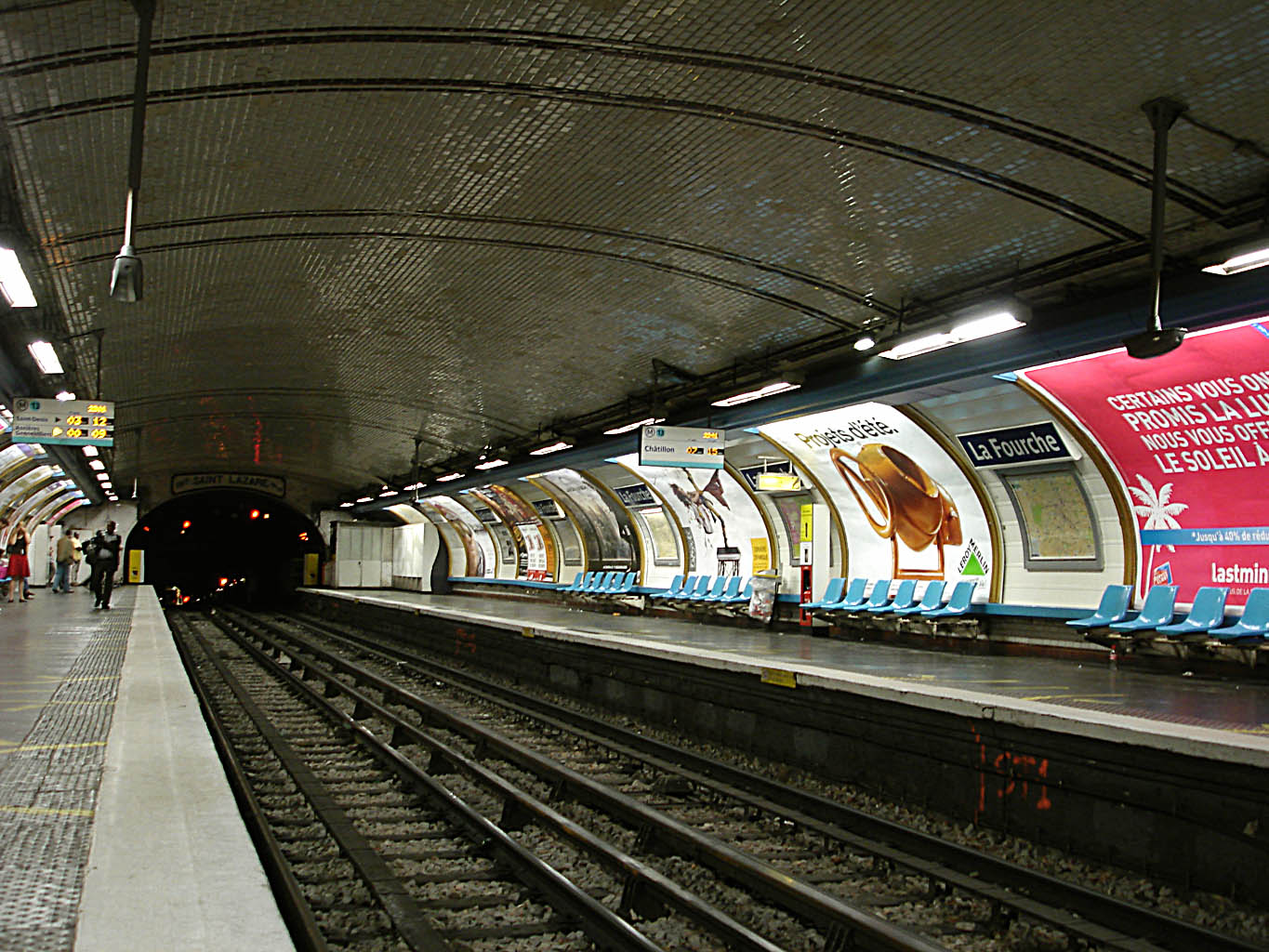
Obere Halle noch mit verkleideten Seitenwänden (2008)

Der U-Bahnhof La Fourche ist eine Station der Linie 13 der Pariser Métro. In diesem Trennungsbahnhof teilt sich die Linie 13 von Châtillon – Montrouge kommend in die beiden Äste nach Les Courtilles im Nordwesten und Saint-Denis – Université im Norden.

## Lage
Der U-Bahnhof befindet sich im Nordwesten von Paris zwischen dem Quartier des Batignolles des 17. Arrondissements und dem Quartier des Grandes-Carrières des 18. Arrondissements. Er liegt längs unter der Avenue de Clichy unmittelbar südlich des Abzweigs der Avenue de Saint Ouen.

## Name
Namengebend ist die „La Fourche“ genannte Y-förmige Verzweigung der Avenue de Clichy in einen gleichnamigen Nordwestast und den Nordostast Avenue de Saint Ouen. „Fourche“ bedeutet „Gabel“ im Sinn einer Astgabel oder auch Gabelung eines Verkehrswegs.

## Geschichte und Beschreibung

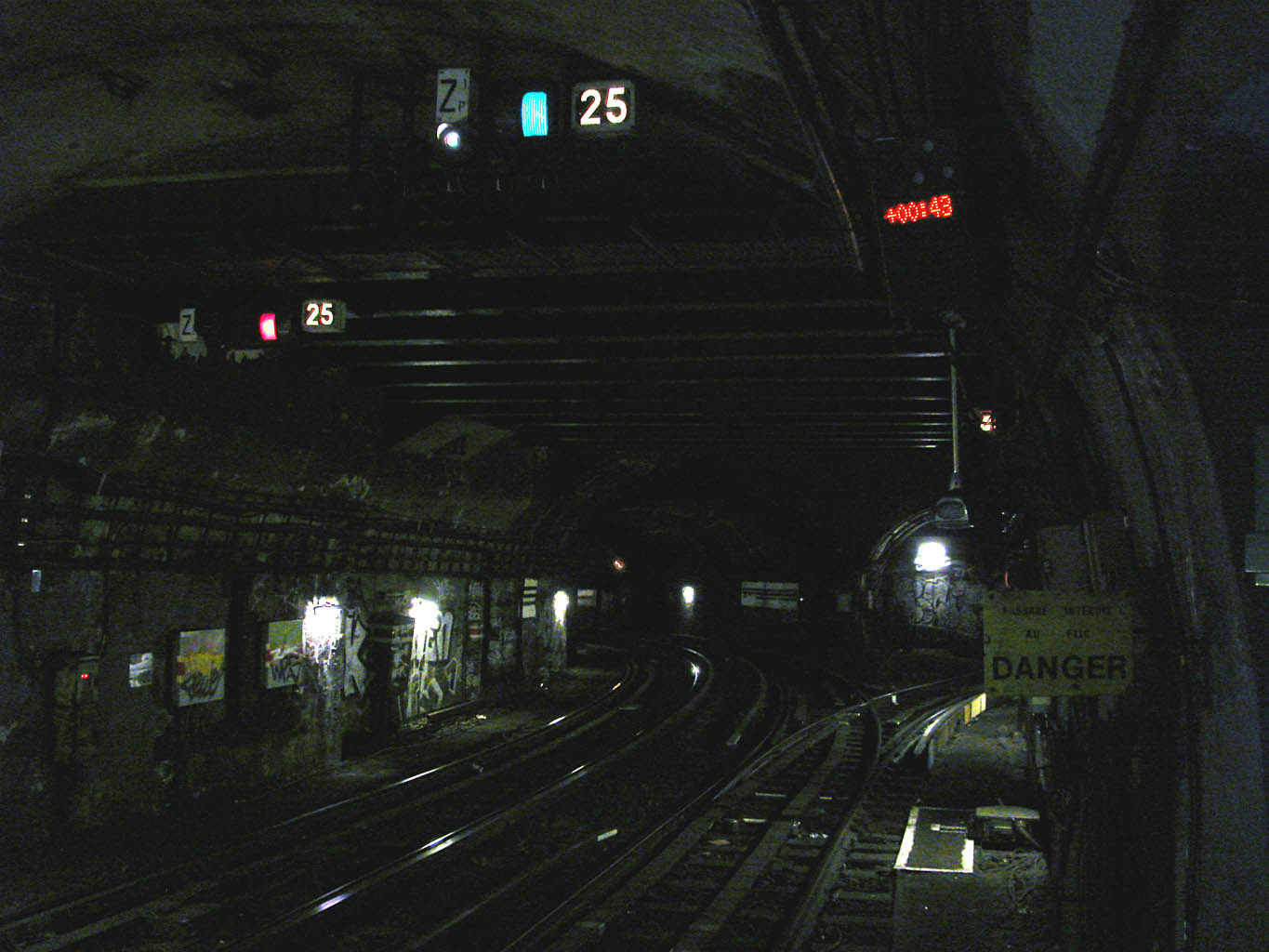
Blick aus der oberen Halle nach Norden – nach links die Gleise des Nordwestasts, nach rechts abbiegend das Gleis nach Saint-Denis – Université

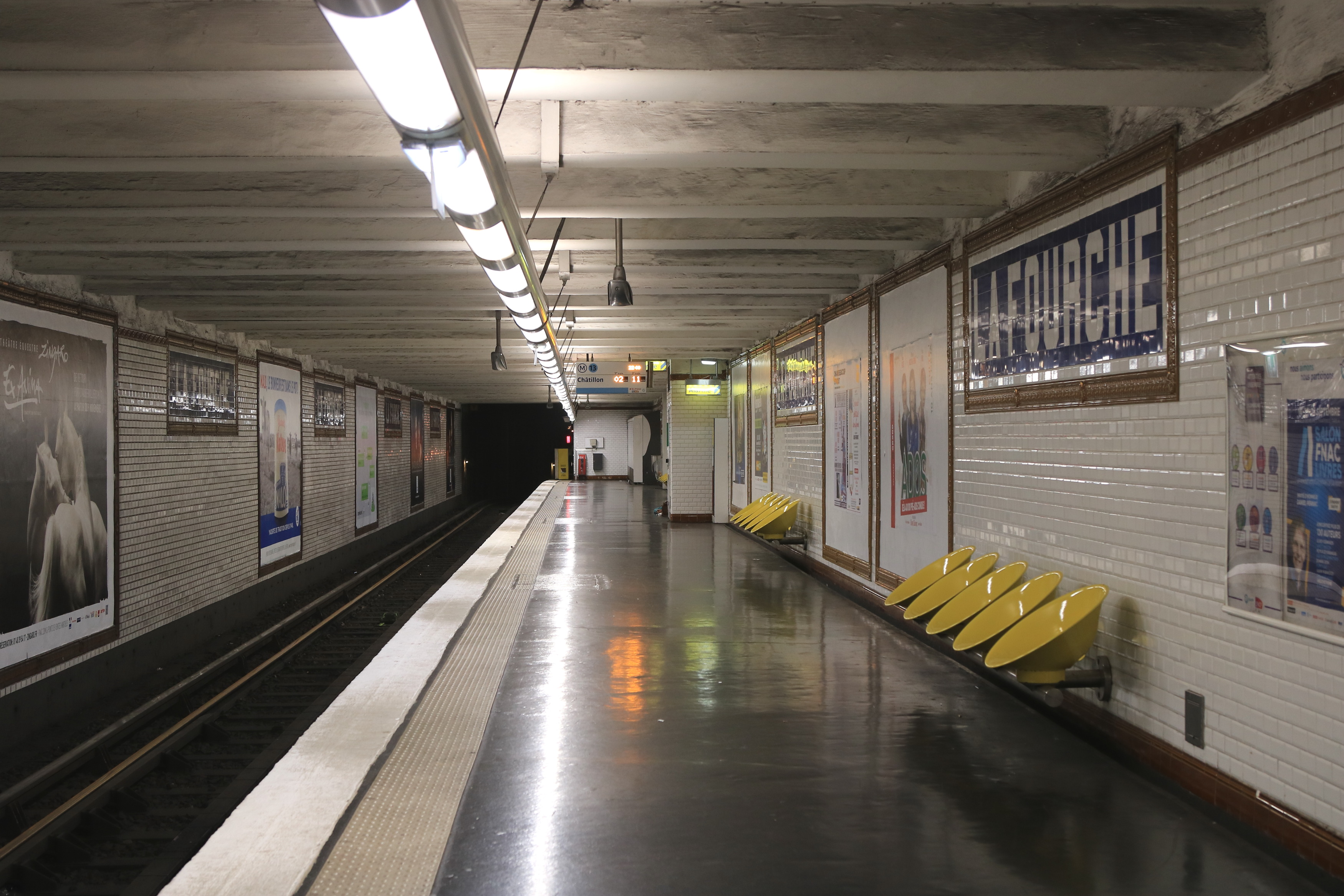
Unterer Stationsteil mit Gleis in Richtung Châtillon – Montrouge

Der U-Bahnhof wurde als Station der Linie B der Société du chemin de fer électrique souterrain Nord-Sud de Paris (Nord-Sud)  am 26. Februar 1911 eröffnet. Deren erster Abschnitt führte von deren Station Saint-Lazare am gleichnamigen Fernbahnhof über fünf Zwischenstationen zum Endbahnhof Porte de Saint-Ouen. Am 20. Januar 1912 kam der nordwestliche Ast hinzu, der damals an der Station Porte de Clichy endete. Mit der Übernahme der Nord-Sud durch die Compagnie du chemin de fer métropolitain de Paris (CMP) wurde die Linie 1930 in „13“ umbenannt.

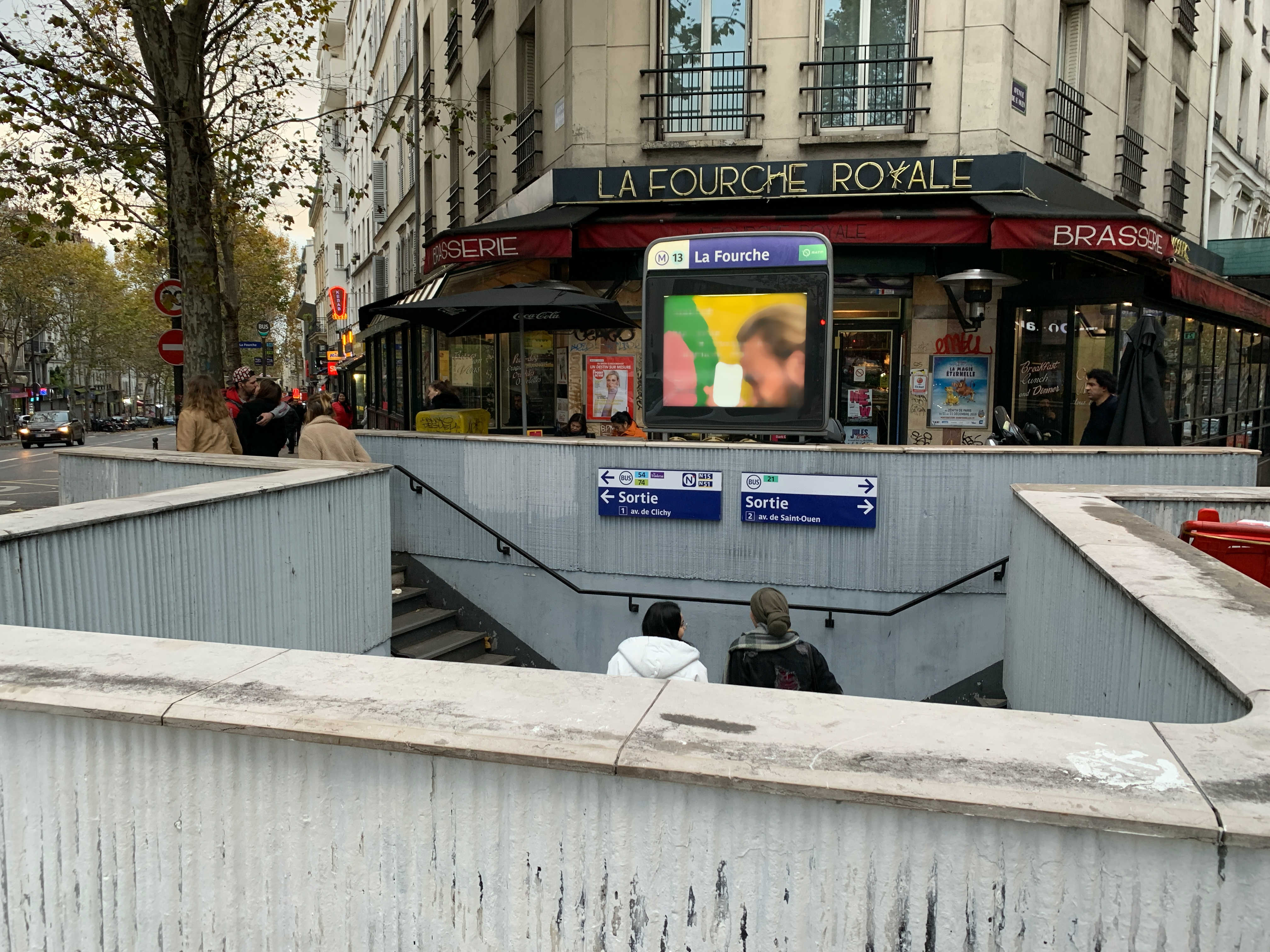
Zugang

In zwei Etagen übereinander befinden sich drei Bahnsteige, sie sind jeweils 75 m lang. Stadtauswärts halten die Züge beider Richtungen auf demselben Gleis an einem östlich davon gelegenen Seitenbahnsteig. Erst nach der Station zweigt das Gleis nach Châtillon – Montrouge von jenem nach Les Courtilles ab. Der westliche Seitenbahnsteig der doppelgleisigen Halle dient den Zügen aus Richtung Les Courtilles. Diese Halle weist einen elliptischen Querschnitt auf, ihre Decken und Wände sind weiß gefliest. Gegenüber den Stationen der konkurrierenden CMP wurde sie optisch aufwendiger gestaltet; wegen der bei der Nord-Sud installierten Oberleitung ist sie zudem geringfügig höher, und die Seitenwände folgen im unteren Bereich nicht wie bei den Stationen der CMP der Krümmung der Ellipse. Über den Tunnelmündern sind die Namen der ursprünglichen Endstationen angebracht. Die Metallverkleidung der Seitenwände aus den 1960er Jahren wurde 2010 entfernt und das originale Aussehen beider Teilstationen weitgehend wiederhergestellt.
Unter dem westlichen Bahnsteig befindet sich die Teilstation für die aus Richtung Châtillon – Montrouge kommenden Züge. Deren Querschnitt ist rechtwinklig mit einem Seitenbahnsteig an der Westseite des einzigen Gleises. Die senkrechten Wände sind ebenfalls weiß gefliest, die schmucklose Balkendecke ist lediglich weiß gestrichen. Nördlich des U-Bahnhofs unterquert das Streckengleis die beiden Gleise Richtung Les Courtilles und mündet nach einer südlich anschließenden Rampe in das Gleis nach Châtillon – Montrouge.
Der einzige Zugang befindet sich auf dem Gehsteig im spitzen Winkel der Avenue de Clichy mit der Avenue de Saint Ouen. Er ist mit Betonbrüstungen schmucklos gestaltet.

## Fahrzeuge
Auf der Linie 13 liefen zunächst Fahrzeuge der Bauart Sprague-Thomson mit Modifikationen gemäß den Vorgaben der Betreibergesellschaft Nord-Sud. Ab Februar 1952 wurden sie durch die Baureihe MA ersetzt, jene ab 1975 wiederum durch die Baureihe MF 67. 1978 erhielt die Linie als erste im Netz die neuen Züge der Baureihe MF 77, die seitdem als einziger Fahrzeugtyp dort verkehrt.

## Sonstiges
Aufgrund der dauerhaften Überlastung beider Zweige der Linie 13 und der gemeinsamen Stammstrecke sahen Planungen lange Zeit vor, die Linie 14 in einem neuen Tunnel von der Station Saint-Lazare bis La Fourche zu verlängern, um ihr einen Ast dieser Linie zu überlassen. Dieses Projekt wurde jedoch nicht realisiert. Die Verlängerung der Linie 14 kreuzt beide Äste weiter stadtauswärts und kann schon dort jeweils einen Teil der Fahrgäste der Linie 13 übernehmen.

## Umgebung
In der Umgebung finden sich unter anderem die Kirche Saint-Michel des Batignolles sowie der Friedhof Cimetière de Montmartre.